# Etapa transitòria de les Corts Valencianes
L'etapa transitòria de les Corts Valencianes (també anomenades durant aquesta etapa, amb menys propietat, Corts Valencianes provisionals o assemblea provisional de la Generalitat Valenciana) és el període comprés entre el 2 d'agost de 1982, data de constitució de les Corts Valencianes sorgides de les Eleccions generals espanyoles de 1979, i la celebració de les eleccions a les Corts Valencianes de 1983. El candidat del PSPV, Joan Lerma i Blasco fou investit President de la Generalitat Valenciana el 12 d'agost, tot i que no va poder ser ratificat com a president fins al 24 de novembre del mateix any, a causa que el president Enric Monsonís Domingo no acceptava el seu nomenament per les Corts fins que no se celebraren eleccions autonòmiques.

## Òrgans de govern

### Mesa de les Corts Valencianes
| Membres de la Mesa de les Corts Valencianes |        |                           |              |
| Càrrec                                      | Partit | Titular                   | Foto         |
| President                                   | PSPV   | Antoni Garcia Miralles    | Sense imatge |
| Vicepresident primer                        | PCPV   | Vicente Zaragoza Meseguer | Sense imatge |
| Vicepresident segon                         | UCD    | José Báguena Candela      | Sense imatge |

El PSPV va obtindre 2 representants, un a la presidència de la cambra i un altre a la secretaria primera, la UCD en va obtindre 2 més, un a la vicepresidència segona, i un altre a la secretaria segona, i el PCPV en va obtindre 1, a la vicepresidència primera.

## Partits amb representació
El nombre de diputats de cada partit depenia del resultat de les Eleccions generals espanyoles de 1979, en què s'elegien 41 diputats i senadors al País Valencià, que formaren el Plenari de Parlamentaris del País Valencià fins a la constitució de les primeres Corts Valencianes, i als qui se sumaren 39 diputats més, elegits per cada partit amb representació, fins a completar els 80 diputats que formaven les Corts Valencianes durant l'etapa transitòria.
| Grups parlamentaris de les Corts Valencianes |                               |              |                 |
| Partit                                       | Portaveu                      | Portaveu     | Nombre d'escons |
| Partit                                       | Titular                       | Foto         | Nombre d'escons |
| Partit Socialista del País Valencià          | Joan Lerma i Blasco           |              | 37              |
| Unió de Centre Democràtic València           | Enric Monsonís Domingo        | Sense imatge | 32              |
| Partit Comunista del País Valencià           | José Galán Peláez             | Sense imatge | 6               |
| Partit d'Acció Democràtica                   | Luis Berenguer Fuster         | Sense imatge | 3               |
| Partit Demòcrata Popular                     | José Antonio Bandrés Salvador | Sense imatge | 2               |

La diputada Pilar Brabo, del PCPV va deixar el Grup parlamentari per passar al grup mixt, quedant-se el PCPV amb 5 diputats. No obstant, va donar suport a Joan Lerma

## Elecció i investidura del President de la Generalitat
Les votacions per a la investidura del President de la Generalitat a les Corts Valencianes es van celebrar el 12 d'agost:
| Resultat de la votació d'investidura del President de la Generalitat Valenciana Majoria absoluta: 41/80 |                                                        |      |    |    |   |   |   |             |         |
| Candidat                                                                                                | Data                                                   | Vot  |    |    |   |   |   | Pilar Brabo | Total   |
| Joan Lerma i Blasco (PSPV-PSOE)                                                                         | 12 d'agost de 1982 Majoria requerida: Absoluta (41/80) | 1    | 37 |    | 3 | 3 |   | 1           | 44 / 80 |
| Joan Lerma i Blasco (PSPV-PSOE)                                                                         | 12 d'agost de 1982 Majoria requerida: Absoluta (41/80) | No   |    |    |   |   | 2 |             | 2 / 80  |
| Joan Lerma i Blasco (PSPV-PSOE)                                                                         | 12 d'agost de 1982 Majoria requerida: Absoluta (41/80) | Abs. |    | 32 | 2 |   |   |             | 34 / 80 |
| |                                                        |      |    |    |   |   |   |             |         |

Joan Lerma va ser elegit amb el suport de 44 diputats: 37 diputats del PSPV, els 3 del PCPV, els 3 PAD i l'exdiputada del PCPV diputada Pilar Bravo. 2 diputats del PCPV no estaven en la votació, i els 2 diputats del PDP votaren en contra del candidat socialista. Els 32 diputats de la UCD no van participar en la votació en considerar-la il·legal.
Malgrat haver sigut elegit President de la Generalitat, Enric Monsonís, llavors President de l'autonomia, aconseguida un mes abans, es va resistir a deixar el seu càrrec fins que no es convocaren les Eleccions a les Corts Valencianes de 1983, portant un recurs al Consell d'Estat, que no va ser contestat. Després de les Eleccions generals espanyoles de 1982, guanyades de manera molt ampla pel PSPV al País Valencià, el dia 5 de novembre de 1982 el Consell va acordar, amb el vot en contra de la consellera de Cultura, Amparo Cabanes Pecourt (que pertanyia al sector blaver d'UCD València), que Joan Lerma siguera nomenat President de la Generalitat Valenciana.
El dia 24 de novembre, Joan Lerma va ser ratificat al Butlletí Oficial de l'Estat com a President la Generalitat Valenciana i el dia 26 va prendre possessió del càrrec. El dia 1 de desembre, el Consell va ser renovat fins a les eleccions autonòmiques de 1983.